# Conus lictor
Conus lictor é uma espécie de gastrópode do gênero Conus, pertencente à família Conidae.